# Abgal

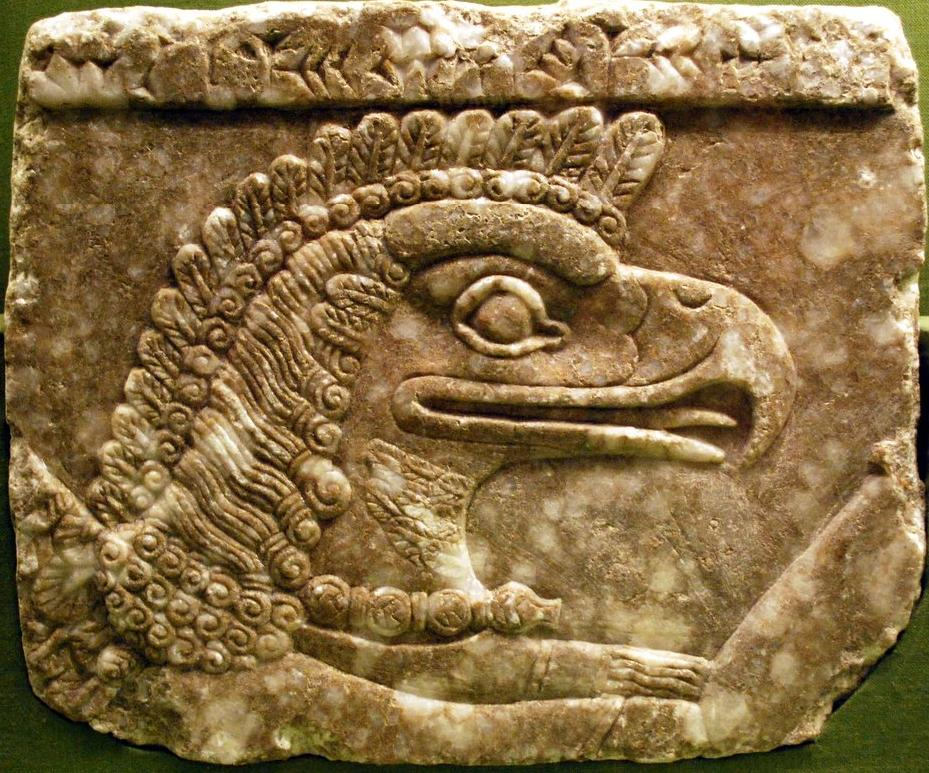
Rilievo di Abgal

Antica divinità della mitologia siro-palestinese pre-islamica, Abgal (correlato al sumero ab.gal, parola imparentata del termine accadico Apkallu, "nocchiero") è un'entità soprannaturale che, nella zona di Palmira, è identificata ora come un dio, ora come uno dei ginnayē (genio).
Su un rilievo viene raffigurato come dio cavaliere con una dea in piedi.
Al contrario dei jinn islamici, i ginnayē (pl. di ginn) erano considerati entità protettrici degli uomini e spesso immaginati come armati e inforcanti un cavallo.
Gli Abgal (7, 8 o 16, a seconda delle versioni del mito accadico), erano messaggeri di Enki, il dio sumerico che regola il mondo.